# Ricco Gross

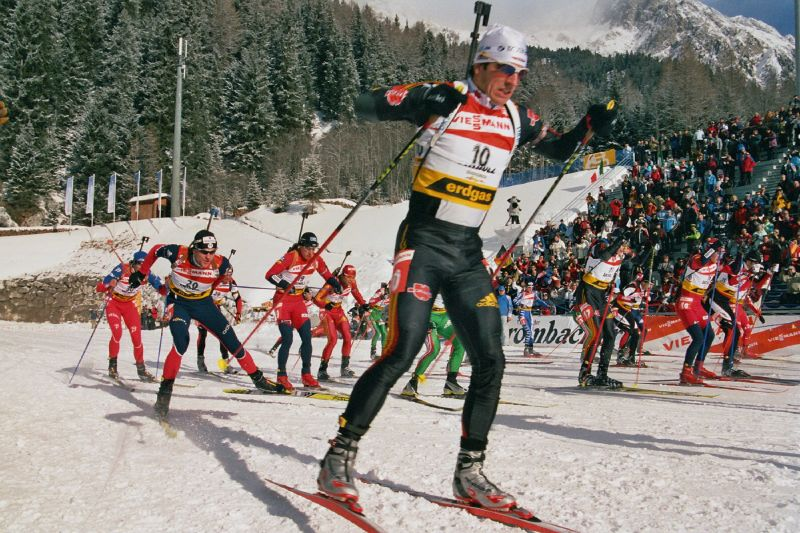
Ricco Gross i Antholz 2006.

Ricco Gross (tyska: Ricco Groß), född 22 augusti 1970 i Bad Schlema i sydligaste delen av den tyska delstaten Sachsen är en tysk tidigare skidskytt och numera tränare för det tyska damlandslaget i skidskytte.
Gross har varit aktiv inom skidskyttesporten sedan 1983 och under DDR-tiden tillhörde han SG Dynamo Zinnwald men sedan 1991 tillhör han tyska Bundeswehrs så kallade Sportfördergruppe i Bad Reichenhall och tillhör Ski Club Ruhpolding. Efter säsongen 2006/07 avslutade han sin aktiva karriär, och blev expertkommentator på den tyska TV-kanalen ARD. Från och med 2010 är han tränare för det tyska damlandslaget i skidskytte.

## Meriter

### Olympiska vinterspel
- 1992
  - Stafett – guld
  - Sprint – silver
- 1994
  - Stafett – guld
  - Sprint - silver
- 1998
  - Stafett – guld
- 2002
  - Stafett – silver
  - Jaktstart – brons
- 2006
  - Stafett – guld

### Världsmästerskap
- 1991 
  - Stafett - guld
- 1995
  - Stafett – guld
  - Sprint – brons
- 1996
  - Stafett – silver
- 1997
  - Distans – guld
  - Stafett – guld
- 1998
  - Lagtävling – silver
- 1999 
  - Jaktstart – guld
  - Distans – silver
- 2000 
  - Stafett – brons
- 2003
  - Jaktstart – guld
  - Stafett – guld
  - Sprint – silver
  - Distans – brons
- 2004
  - Jaktstart – guld
  - Stafett – guld
  - Sprint – silver
- 2005 
  - Distans – brons
  - Mixed stafett – brons
- 2007
  - Stafett - brons

### Världscupen

#### Världscupen totalt
- 2003 – 3:a
- 2004 – 3:a

#### Världscuptävlingar
- 9 segrar (februari 2007)
- 52 pallplatser